# Glenea changchini
Glenea changchini é uma espécie de escaravelho da família Cerambycidae. Foi descrita por Lin e Lin em 2011. É conhecida a sua existência no Vietname e China.